# Василевська Євгенія Василівна
Євгенія Василівна Василевська (нар. 1908 — 1991, місто Ніжин Чернігівської області?) — українська радянська діячка, доцент кафедри зоології Ніжинського педагогічного інституту імені Миколи Гоголя Чернігівської області. Кандидат біологічних наук (1937). Депутат Верховної Ради УРСР 4—5-го скликань. 

## Біографія
Народилася у квітні 1908 року. Трудову діяльність розпочала у сімнадцятирічному віці вчителем трудової школи села Красненького на Одещині. Працювала викладачем школи фабрично-заводського навчання та викладачем робітничого факультету при Уманському інституті садівництва. Закінчила Інститут народної освіти.
У 1931—1933 роках — лаборант Інституту селекції та генетики. У 1933—1936 роках — аспірант в науково-дослідному зообіологічному інституті при Одеському державному університеті. У 1937 році захистила кандидатську дисертацію на здобуття вченого ступеня кандидата біологічних наук.
З 1936 року — завідувач кафедри зоології Мелітопольського педагогічного інституту, доцент Миколаївського інституту.
У 1950—1966 роках — викладач, доцент, завідувач кафедри зоології факультету природознавства Ніжинського педагогічного інституту імені Миколи Гоголя Чернігівської області.